# Franciszek Grad
Franciszek Grad. (ur. 9 października 1925 w Olszowcu, zm. 23 lutego 1983 w Lubochni, woj. łódzkie) – zasłużony wieloletni działacz społeczny, strażak i radny Rady Narodowej w Gminie Lubochni.
W młodości wstąpił do komórki Armii Krajowej, przyjmując pseudonim „Śmiały”.
Po wojnie, po odbytej służbie wojskowej, został wybrany w 1949 naczelnikiem OSP w Lubochni. Dzięki jego staraniom odnowiono straż, wybudowano remizę strażacką, powstały Zespół Pieśni i Tańca „Lubochnia” i strażacka orkiestra dęta.
Grad był członkiem Prezydium Zarządu Głównego Związku OSP i członkiem zarządu wojewódzkiego OSP.
Udzielał się również w Zjednoczonym Stronnictwie Ludowym, gdzie m.in. piastował funkcję członka komisji kultury Naczelnego Komitetu ZSL.
Franciszek Grad zwyciężył także w znanym wówczas programie telewizyjnym „Progi i bariery” w 1977
Odznaczony m.in. Złotym Medalem Za Zasługi dla Pożarnictwa w 1969, Złotym Krzyżem Zasługi w 1975.